# Balanophorales
Balanophorales, botanički naziv za red u razredu dvosupnica (Magnoliopsida) kojemu prema Thorneu pripadaju porodice Balanophoraceae i Cynomoriaceae.
Takhtajan red svrstava u nadred Balanophoranae zajedno s redom Cynomoriales.
Najvažnijem rodu Balanophora pripada 19 priznatih vrsta parazitskih biljaka, a raširen je u tropskoj i umjerenoj Aziji, Maleziji, Pacifiku, Madagaskaru i tropskoj Africi. Rod Balanophora i porodica   Balanophoraceae klasificira se danas redu Santalales, a rod Cynomorium u razred Saxifragales.